# 捷克人
捷克人（國際音標：͡tʃɛʃɪ）屬於中歐的西斯拉夫人，主要居住於捷克。小部分捷克人分佈於斯洛伐克、奧地利、美國、巴西、阿根廷、加拿大、德國、俄羅斯。捷克人的母語是捷克語。自6世紀起，捷克人居住於波希米亞、摩拉維亞、西里西亞地區，直至現在。
捷克人亦可指擁有捷克共和國國籍者，或捷克境內的民族或群族。